# Полонијум
Полонијум (лат. polonium) јесте хемијски елемент са симболом Po и атомским бројем 84. Открили су га 1898. године Марија Кири и Пјер Кири. То је редак и веома радиоактиван елемент без стабилних изотопа. У хемијском аспекту, полонијум је веома сличан бизмуту и телуру, а јавља се у склопу руда уранијума. Постоји врло мали број области где се користи полонијум. Осим као средство за генерирање топлоте у свемирским пробама, користи се у антистатичким уређајима и као извор неутрона и алфа-честица. Због свог места у периодном систему, где је уврштен у  групу, полонијум се понекад сматра металоидом. Међутим, други извори наводе да је он без сумње метал, што доказују на бази особина и деловања полонијума.

## Историја
Раније провизорно назван радијум Ф, полонијум су открили Марија и Пјер Кири 1898. године, и дали му име у част Маријине домовине Пољске (лат. Polonia). Данашња Пољска у то време је била подељена између Руског царства, Немачке и Аустроугарске па није постојала као независна земља. Киријева нада којом се руководила при давању имена елемента је била да ће то имати одјека у свету и скренути пажњу на пољску тежњу ка независношћу. Полонијум је био први елемент који је добио име у сврху наглашавања неке политичке контроверзе.
Овај је елемент први који су открили Киријеви док су истраживали радиоактивност минерала уранинита. Тај минерал, након издвајања радиоактивних елемената уранијума и торијума из њега, био је још више радиоактиван него кад је садржавао та два елемента. Та појава навела је Кирије у потрагу за другим радиоактивним елементима садржаним у ураниту. Из њега су прво издвојили полонијум у јулу 1898. а пет месеци касније изоловали су радијум. У Сједињеним Америчким Државама, полонијум се производио као део потпројекта Дајтон у склопу пројекта Менхетн током Другог светског рата. Он је био критични део нуклеарног оружја имплозивног типа које се користило у бомби Fat Man баченој на Нагасаки 9. аугуста 1945. године. Полонијум и берилијум били су основни састојци модулисаног неутронског детонатора типа јеж, који је постављан у средиште сферно конструисаног плутонијумског језгра бомбе. Детонатор јеж је покретао ланчану нуклеарну реакцију у тренутку достизања критичне масе чиме се осигуравало исправно детонирање бомбе. Већи део основних физичких и хемијских особина полонијума крио се све до завршетка Другог светског рата. Чињеница да је кориштен као детонатор била је поверљива информација у војсци САД све до 1960-их.
Комисија за атомску енергију САД и пројекат Менхетн вршили су експерименте на људима, користећи полонијум дајући га петеро особа на Универзитету у Рочестеру између 1943. и 1947. године. Тим људима су давали између 9 и 22 микрокирија (330 до 810 kBq) полонијума проучавајући начин његовог излучивања из људског организма.

## Особине

### Физичке
Полонијум је радиоактивни елемент који постоји у две металне модификације. Алфа модификација је једини познати пример једноставне кубне кристалне структуре на бази једног атома, чија је ивица дужине 335,2 пикометара; док је бета модификација ромбоедарске структуре. Карактеристика структуре полонијума је дифракција (преламање) x-зрака и дифракција електрона.
210Po (обично заједно са 238) има могућност лаког доспевања у ваздух: ако се његов узорак загреје у присуству ваздуха на 55 °C, oko 50% те количине испари у периоду од 45 сати у облику двоатомских Po2 молекула, иако је тачка топљења полонијума 254 °C, а тачка кључања 962 °C. Постоји неколико претпоставки за ову појаву; а једна од хипотеза је да се при алфа-распаду од узорка одломе мале групе атома полонијума.

### Хемијске
Хемијске особине полонијума сличне су онима телура и бизмута. Полонијум се лако раствара у разблаженим киселинама, али му је растворљивост у базама врло слаба. Раствори полонијума најприје попримају ружичасту боју због јона Po2+, да би недуго затим врло брзо постали жути због алфа-радијације из полонијума који јонизује раствор и претвара јоне Po2+ у 4+. Овај процес је праћен настанком балончића гаса и емисијом топлоте и светлости из стакленог посуђа јер оно апсорбује алфа-зраке. Као резултат, раствори полонијума врло лако испаравају и могу за неколико дана потпуно испарити ако посуда није чврсто затворена.

### Изотопи
Полонијум има 33 позната изотопа, од којих су сви радиоактивни. Они имају атомске масе у распону од 188 до 220 . Изотоп 210 (време полураспада 138,376 дана) је највише кориштен и доступан. 209Po (са временом полураспада од 125,2 ± 3,3 године) јесте полонијумов изотоп са најдужим временом полураспада од свих његових изотопа. Тај изотоп заједно са изотопом 208 (време полураспада 2,9 година) се могу добити путем алфа-, протонским или деутеријумским бомбардовањем олова или бизмута у циклотрону.
Изотоп 210Po је емитер алфа-зрака а има време полураспада од 138,4 дана; распада се директно у свој кћерински стабилни изотоп, 206. Милиграм (5 кирија) изотопа 210Po емитује толики број алфа честица у секунди колико и 5 грама изотопа 226. Неколико кирија (1 кири једнак је 37 GBq (гигабекерела)) изотопа 210Po исијава плаво зрачење узроковано побуђивањем околног ваздуха. Само једна од 100.000 алфа-емисија узрокује побуђивање у језгру које може резултирати емисијом гама зрака са максималном енергијом од 803 .

## Детекција

### Мерење гама зрачења
Помоћу радиометријских метода као што је гама спектроскопија (или користећи методе хемијске сепарације након чега се мери активност са бројачем који не расипа енергију), могуће је мерење концентрације радиоизотопа и разликовање једних од других. У пракси, присутан је позадински шум, те у зависности од детектора, ширина линије је већа што отежава идентификацију и мерење изотопа. У биолошким и медицинским радовима обично се користи природно присутни 40 у свим телесним ткивима и течностима као проба подешености опреме и као интерни стандард.

### Алфа зраци
Најбољи начин за тестирање (и мерење) многих алфа емитера је кориштење спектроскопије алфа-честица. Обично се стави капљица испитиваног раствора на метални диск који се затим исушује те се добија равномерно обложен диск. Он се затим користи као тестни узорак. Ако је дебљина слоја формираног на диску исувише велика, онда се при мерењу јављају прешироке линије спектра. Ово се дешава јер се део енергије алфа честица губи кретањем кроз слој активног материјала. Алтернативна метода је кориштење сцинтилације интерне течности где је узорак помешан са сцинтилираним „коктелом”. Када се мери емитовано светло, неки уређаји ће забележити количину светлосне енергије по сваком догађају радиоактивног распада.
Због несавршености методе течне сцинтилације (као што је немогућност детекције свих фотона, тешкоће бројања код замућених или обојених узорака) и чињенице да насумично гашење може смањити број фотона генерираних по једном радиоактивном распаду, немогуће је постићи проширење алфа спектра добијеног помоћу течне сцинтилације. Могуће је да ће ови спектри течне сцинтилације бити субјект Гаусовог проширења уместо дисторзије која се јавља када је слој активног материјала на диску превише дебео. Трећи метод распршавањем енергије ради бројања алфа честица састоји се у употреби полупроводничког детектора.

## Заступљеност
Полонијум се у земљиној кори налази у траговима и то само у рудама урана. Не може се у већој количини нагомилати у минералима због кратког времена полураспада. Равнотежна количина је око 0,004 mg по једној тони. Полонијум има 33 изотопа чије се атомске масе налазе између 194—218. Не поседује постојане изотопе. Најпостојанији је изотоп 209 (време полу распада је 105 година), али он се не јавља у природи, него је добијен услед вештачке синтезе једара бизмута бомбардованих неутронима. Најпостојанији изотоп који се јавља у природи је изотоп 210, који има време полураспада 138 дана.

## Добијање
Полонијум се у природи јавља као оксид. Ипак његова количина у рудама је веома мала тако да се у индустрији исплати добијање бомбардовањем бизмута неутронима. Његова годишња продукција у свету износи свега 20- 30 грама. Значајан извор овог елемента је распаднути радон из болница где се овај гас употребљава за лечење рака.

## Једињења
Познато је неколико једињења полонијума: хидрид , оксиди: PoO, ,  и , сулфид (по чему се разликује од селена и телура), хлориде  и  и металоорганска једињења. Та једињења немају практичну употребу због огромних трошкова продукције самог полонијума.